# Toxomerus serpentinus
Toxomerus serpentinus är en tvåvingeart som först beskrevs av Hull 1950.  Toxomerus serpentinus ingår i släktet Toxomerus och familjen blomflugor.
Artens utbredningsområde är Peru. Inga underarter finns listade i Catalogue of Life.